# Sparegrisens filmrevy nr. 3
Sparegrisens filmrevy nr. 3 er en dansk dokumentarfilm fra 1957 produceret af Laterna Film, Sparekassernes Skoleopsparing A/S under redaktion af Klaus Rifbjerg. Filmens speak er leveret af Ebbe Neergaard. 

## Handling
1) På arbejde i skoletiden: elever fra Emdrup Skole er i skolepraktik, Eva som barneplejerske og Bent som kok.
2) Vilde dyr i Grønland: hvalrosser, isbjørne, slædehunde, moskusokser.
3) Wild West i Odsherred: Carsten skal på feriekolonien Nordstrand. På vej dertil bliver han overfaldet og taget til fange. Hvem kan redde Carsten fra rødhuderne?